# La contessa Castiglione
La contessa Castiglione è un film del 1942 diretto da Flavio Calzavara.
La pellicola riprende, romanzandola, la storia della missione di Virginia Oldoini, contessa di Castiglione, presso Napoleone III per convincerlo ad appoggiare il Regno di Sardegna.

## Trama
1855. A Parigi per una delicata missione mondano-diplomatica, affidatale da suo cugino conte di Cavour presso la corte di Napoleone III, la bellissima Virginia Oldoini (conosciuta come Contessa di Castiglione), incontra un giovane carbonaro mazziniano (una sua antica fiamma), contrario alla politica cavouriana. L'incontro avviene proprio nel momento cruciale degli intrighi della contessa alla corte di Francia, e il rivedere il suo antico amore riaccende in lei la passione mai del tutto sopita. Ma l'alternativa in cui viene posta dall'amante (o lui o la politica) la porterà a scegliere, seppur a malincuore, il suo compito patriottico.

## Produzione
Il film venne girato negli stabilimenti di Cinecittà.
Il visto censura n. 31770 del film fu concesso il 12 ottobre 1942.

## Distribuzione
Il film venne distribuito nel circuito cinematografico italiano il 14 ottobre del 1942, e fu poi riproposto nuovamente nel 1944.

## Accoglienza

### Critica
- "Vi dirò che La Contessa Castiglione è un film molto migliore di tanti altri intorno ai quali si sono profusi fiumi di inchiostro. Vi dirò che Flavio Calzavara è un regista da segnarsi, nel listino delle intelligenze, ai primi posti. E che Doris Duranti, così pallida, così longilinea, così misteriosa, non potrebbe essere più aderente al personaggio della divina contessa." (Diego Calcagno, Film, n. 49, 5 dicembre 1942).